# Patriotas Fútbol Club (Paraguay)
El Patriotas Fútbol Club, conocido como Patriotas FC o simplemente Patriotas, es un club deportivo de Paraguay, situado en la ciudad de Hernandarias, Alto Paraná. Fue fundado el 6 de febrero de 2021 y su principal actividad es el fútbol.
Militó inicialmente solo en su liga regional, la Liga Hernandariense de Fútbol (equivalente a la Cuarta División), pero desde el año 2022 inició también su participación en la Primera División B Nacional (equivalente a la Tercera División).

## Historia
Fue fundado el 6 de febrero de 2021 por el empresario brasileño Olaídes Duarte Ferreira, quien anteriormente ya había fundado el Patriotas Futebol Clube de Curitiba, Brasil en 2020.
El club es nombrado así por el gran patriotismo paraguayo existente, por el amor a la patria. Lleva los colores de la bandera de Paraguay, el rojo, el blanco y el azul.
Otras palabras del presidente del club fueron: "el club es nombrado así ya que se pensó en algo grande, ya que el nombre de una ciudad estará vinculado solo en aquella ciudad. Patriotas ya te da una dimensión más grande".
Desde entonces ha tenido una gran aceptación en el público paraguayo, formando una gran hinchada en su ciudad, en la cual es uno de los equipos más destacado actualmente, junto con Obreros Unidos y 4 de Octubre.
En la temporada 2022 inició su incursión en la Primera División B Nacional 2022, llegando a la segunda fase.
En el año 2023, llegó a la semifinal del torneo de la Primera División B Nacional 2023.
En la temporada 2024 llegó a la semifinal de la Primera División B Nacional 2024.

## Estadio
El estadio se encuentra ubicado a 3 km al sur del centro urbano de Hernandarias y a 2 km de la ruta PY07 (ex Supercarretera), en la zona cerca del río Acaray.
El predio recibe el nombre de Complejo Patriotas
El estadio inicialmente en 2021 tenía una capacidad para 2.000 espectadores, hasta que en el 2023 inició un proceso de remodelación que culminó el 9 de abril de 2024, que consistió en la ampliación de sus graderías a 3.000 espectadores, una gran mejora de su lumínica y la infraestructura del complejo en general.

## Palmarés

### Regionales
- Liga Hernandariense de Fútbol (1): 2023[16][10]
- Pre Copa Paraguay - Alto Paraná (1): 2024 (campeón departamental clasificado a la Copa Paraguay 2024)[17]